# ویروس‌بری‌یر
ویروس‌بری‌یر ایکس۶ (به انگلیسی: VirusBarrier X۶)، نرم‌افزار ضدویروسی است که توسط شرکت اینتگو برای سیستم‌عامل مک اواس نسخه ۱۰٫۵ و ۱۰٫۶ ارائه شده‌است. این ضدویروس توانایی شناسایی و نابودسازی بدافزارها، جاسوس‌افزارها و اکسپلویتها را دارد. این نرم‌افزار دارای نسخه دیگری است که VirusBarrier Dual Protection نامیده می‌شود و شامل ضدویروس بیت‌دیفندر بوده و روی سیستم‌عامل ویندوز نیز اجرا می‌شود.

## ویژگی‌ها
1. دیوارآتش دوطرفه
2. محافظت در برابر وبگاه‌های مخرب
3. دیده‌بانی کدهای دینامیک
4. محافظت در برابر حملات فیشینگ
5. شناسایی و از بین بردن همه ویروس‌ها و بدافزارهای شناخته شده قابل اجرا در سیستم‌عامل مک اواس
6. اسکن فایل‌ها برای شناسایی ویروس‌های قابل اجرا در سیستم‌های عامل ویندوز و یونیکس
7. محافظت رایانه در برابر تروجان‌ها و جاسوس‌افزارها
8. محافظت رایانه در برابر آگهی‌افزارها، ابزارهای هک، دیالرها و کی‌لاگرها
9. بازسازی فایل‌های آلوده شده
10. اسکنر ویروس بلادرنگ و درتقاضا
11. قرنطینه کردن فایل‌های آلوده شده
12. بخش مورد اطمینان که با انتخاب فایل‌ها و فولدرهای سالم و مطمئن در آن بخش، ویروس اسکنر بلادرنگ ضدویروس درهنگام اجرای آن‌ها غیرفعال می‌شود و آن‌ها را اسکن نمی‌کند.
13. استفاده از ویژگی تحلیل اکتشافی[۱]